# Берёзовка (Бершадский район)
Берёзовка (укр. Березівка) — село на Украине, находится в Бершадском районе Винницкой области.
Код КОАТУУ — 0520484406. Население по переписи 2001 года составляет 569 человек. Почтовый индекс — 24442. Телефонный код — 4352.
Занимает площадь 4 км².

## Адрес местного совета
24441, Винницкая область, Бершадский р-н, с. Серебрия, ул. Гагарина, 35